# Cameron (Name)
Cameron ist ein englischsprachiger Familienname schottischen Ursprungs und davon abgeleiteter Vorname für beide Geschlechter.

## Herkunft und Bedeutung
Der Name stammt vom schottisch-gälischen cam-shron oder cam sròn „Hakennase“ ab und ist damit ein Übername.

## Namensträger

### Familienname

#### A
- Al Cameron (Alan Richard Cameron; * 1955), kanadischer Eishockeyspieler
- Alan Cameron (1938–2017), britischer klassischer Philologe und Althistoriker
- Alastair Cameron (1925–2005), kanadischer Astrophysiker
- Alex Cameron (* 1988), australischer Singer-Songwriter
- Alexander Maurice Cameron (1898–1986), britischer General
- Alexander Thomas Cameron (1882–1947), kanadischer Biochemiker
- Allan Cameron (* 1944), britischer Filmarchitekt
- Andrew Collier Cameron, schottischer Astronom und Hochschullehrer
- Angus Cameron (1826–1897), US-amerikanischer Politiker
- Anne Cameron (1938–2022), kanadische Schriftstellerin und Drehbuchautorin
- Archibald Cameron (Offizier) (1870–1944), britischer Offizier
- Archibald Cameron (Philologe) (1902–1964), britischer Klassischer Philologe und Epigraphiker
- Averil Cameron (* 1940), britische Historikerin

#### B
- Basil Cameron (1884–1975), englischer Geiger und Dirigent
- Benjamin Franklin Cameron (1890–1964), US-amerikanischer Jurist
- Bert Cameron (* 1959), jamaikanischer Sprinter
- Brittany Cameron (* 1986), US-amerikanische Fußballspielerin

#### C
- Candace Cameron Bure (* 1976), US-amerikanische Schauspielerin
- Chantelle Cameron (* 1991), britische Boxerin
- Charles Cameron (1743–1812), britischer Architekt
- Charles Duncan Cameron (1825–1870), britischer Offizier und Konsul in Abessinien
- Charles M. Cameron (* 1954), US-amerikanischer Politologe
- Clyde Cameron (1913–2008), australischer Politiker
- Cody Cameron (* 1970), US-amerikanischer Synchronsprecher, Drehbuchautor und Filmregisseur
- Colin Cameron (* 1972), schottischer Fußballspieler
- Collin Cameron (* 1988), kanadischer Parasportler

#### D
- Dane Cameron (* 1988), US-amerikanischer Automobilrennfahrer
- Daniel Cameron (* 1985), US-amerikanischer Politiker (Republikanische Partei)
- Dave Cameron (* 1958), kanadischer Eishockeyspieler und -trainer
- David Cameron (Schauspieler) (Antonio Palastanga; 1933–2012), britischer Schauspieler und Regisseur
- David Cameron (* 1966), britischer Politiker, Premierminister des Vereinigten Königreichs, Parteivorsitzender der Conservative Party
- David Cameron (Dartspieler) (* 1969), kanadischer Dartspieler
- David William Cameron (* 1958), kanadischer Eishockeyspieler und -trainer, siehe Dave Cameron
- David Young Cameron (1865–1945), schottischer Maler und Radierer
- Debbie Cameron (* 1958), US-amerikanische Sängerin
- Donald Cameron (Musiker) (um 1810–1868), schottischer Sackpfeifer und Komponist
- Donald Cameron (Soldat) (1916–1961), britischer Soldat
- Donald Cameron (Designer) (1924–2011), kanadischer Designer und Unternehmer
- Donald Cameron (Rugbyspieler) (1927–2003), schottischer Rugby-Union-Spieler
- Donald Andrew John Cameron, schottischer Politiker
- Donald Charles Cameron (Kolonialgouverneur) (1872–1948), britischer Kolonialgouverneur
- Donald Charles Cameron (Politiker, 1879) (1879–1960), australischer Politiker
- Donald Ewen Cameron (1901–1967), schottisch-US-amerikanischer Psychiater
- Donald Hamish Cameron of Lochiel (1910–2004), schottischer Politiker
- Douglas Cameron (1902–1972), britischer Cellist und Musikpädagoge
- Douglas Colin Cameron (1854–1921), kanadischer Politiker und Unternehmer
- Dove Cameron (* 1996), US-amerikanische Schauspielerin
- Duncan Cameron (Politiker) (um 1764–1848), britisch-kanadischer Fellhändler und Politiker
- Duncan Cameron (General) (1808–1888), britischer General
- Duncan Cameron (ca. 1825–ca. 1888), britischer Verleger, siehe William Lazenby
- Duncan Cameron (Maler) (1837–1916), schottischer Maler
- Duncan Cameron (Rennfahrer) (* 1971), britischer Automobilrennfahrer
- Dustin Cameron (* 1989), kanadischer Eishockeyspieler
- Dwayne Cameron (* 1981), neuseeländischer Schauspieler

#### E
- Earl Cameron (1917–2020), britisch-bermudischer Schauspieler
- Edward John Cameron (1858–1947), britischer Kolonial-Administrator
- Edwin Cameron (* 1953), südafrikanischer Rechtsanwalt und Autor
- Etta Cameron (1939–2010), dänische Jazz- und Blues-Sängerin
- Evelyn Cameron (1868–1928), US-amerikanische Fotografin und Tagebuchschreiberin
- Ewan Cameron (1922–1991), schottischer Chirurg
- Ewen Cameron of Lochiel (1629–1719), schottischer Soldat und Clan-Oberhaupt
- Ewen Cameron, Baron Cameron of Dillington (* 1949), britischer Grundbesitzer und Life Peer

#### G
- Geoff Cameron (* 1985), US-amerikanischer Fußballspieler
- George Cameron (Radsportler) (1881–1968), britisch-US-amerikanischer Radsportler, Olympiateilnehmer 1908
- George G. Cameron (1905–1979), US-amerikanischer Altphilologe und Historiker
- George H. Cameron (1861–1944), US-amerikanischer Generalmajor
- Guy N. Cameron (* 1942), US-amerikanischer Mammaloge

#### H
- Harry Cameron (1890–1953), kanadischer Eishockeyspieler
- Heather Cameron (* 1969), britische Sozialwissenschaftlerin
- Hilda Cameron (1912–2001), kanadische Leichtathletin
- Hugh Cameron (* 1953), britischer Radrennfahrer

#### I
- Ian Cameron (1924–2018), englischer Schriftsteller
- Innes Cameron (* 2000), schottischer Fußballspieler
- Isaac B. Cameron (1851–1930), US-amerikanischer Politiker

#### J
- J. Smith-Cameron (* 1957), US-amerikanische Schauspielerin
- Jack Cameron (1902–1981), kanadischer Eishockeyspieler
- James Cameron (Missionar) (1799/1800–1875), schottischer Handwerker-Missionar in Madagaskar
- James Cameron (* 1954), kanadischer Regisseur
- James Cameron (Journalist) (1911–1985), britischer Journalist
- James Donald Cameron (1833–1918), US-amerikanischer Politiker
- Jay Cameron (1928–2001), US-amerikanischer Saxophonist
- Jeff Cameron (Giovanni Scarciofolo; vor 1962–1985), italienischer Schauspieler
- Jessica Cameron (Schauspielerin) (* 1990), kanadische Schauspielerin
- Jessica Cameron (Sportlerin) (* 1989), australische Cricket- und Australian-Football-Spielerin
- Jessie Cameron (1883–1968), britische Mathematikerin
- Jim Cameron (* 1941), US-amerikanischer Jazzmusiker
- Jock Cameron (1905–1935), südafrikanischer Cricketspieler
- John Cameron (Bischof, † 1446) († 1446), Bischof von Glasgow
- John Cameron (Theologe) (um 1579–1623), schottischer Theologe
- John Cameron (Bischof, 1826) (1826–1910), Bischof von Antigonish
- John Cameron (Politiker) (1847–1914), australischer Politiker und Unternehmer
- John Cameron (Fußballspieler, 1860) (1860–1936), schottischer Fußballspieler
- John Cameron (Fußballspieler, 1869) (1869–??), schottischer Fußballspieler
- John Cameron (Fußballspieler, 1872) (1872–1935), schottischer Fußballspieler und -trainer
- John Cameron (Fußballspieler, 1875) (1875–1944), schottischer Fußballspieler
- John Cameron (Leichtathlet) (1886–1953), kanadischer Hammerwerfer
- John Cameron (Sänger) (1918–2002), australischer Opernsänger (Bariton)
- John Cameron, Lord Coulsfield (1934–2016), schottischer Richter
- John Cameron (Komponist) (* 1944), britischer Komponist, Arrangeur und Dirigent
- John Cameron (Filmproduzent) (* 1958), US-amerikanischer Filmproduzent
- John Cameron of Lochiel (1663–1747), schottischer Jakobit
- John Allan Cameron (1938–2006), kanadischer Musiker und Sänger
- John Archibald Cameron  (1902–1981), kanadischer Eishockeyspieler, siehe Jack Cameron
- John Brewer Cameron (1843–1897), australischer Landvermesser und Entdecker
- Julia Margaret Cameron (1815–1879), britische Fotografin

#### K
- Katharine Cameron (1874–1965), schottische Künstlerin
- Ken Cameron (1941–2016), britischer Gewerkschaftsführer
- Kenneth Cameron, Baron Cameron of Lochbroom (1931–2025), britischer Politiker und Jurist
- Kenneth M. Cameron (Kenneth MacLean Cameron; * 1931), US-amerikanischer Schriftsteller
- Kenneth D. Cameron (Kenneth Donald Cameron; * 1949), US-amerikanischer Astronaut
- Kirk Cameron (* 1970), US-amerikanischer Schauspieler

#### L
- Lachlan Cameron (* 1959), neuseeländischer Rugby-Union-Spieler
- Lisa Cameron (* 1972), schottische Politikerin
- Lloydricia Cameron (* 1996), jamaikanisch-US-amerikanische Kugelstoßerin
- Lyall Cameron (* 2002), schottischer Fußballspieler
- Lynn Cameron (* 1979), schottische Curlerin

#### M
- Mairi Cameron, australische Regisseurin
- Malcolm Cameron (Entomologe) (1873–1954), britischer Schiffsarzt und Koleopterologe
- Marion Cameron Gray (1902–1979), schottisch-amerikanische Mathematikerin
- Mark Cameron (* 1952), US-amerikanischer Gewichtheber
- Matt Cameron (* 1962), US-amerikanischer Rockmusiker
- Matt Cameron (Autor), australischer Drehbuchautor
- Michelle Cameron (* 1962), kanadische Synchronschwimmerin

#### N
- Nandelle Cameron (* 1983), Leichtathletin aus Trinidad und Tobago
- Neil Cameron (1920–1985), britischer Luftmarschall

#### P
- Paul Cameron (* 1939), US-amerikanischer Psychologe
- Paul Cameron (Kameramann) (* 1958), kanadischer Kameramann
- Pero Cameron (* 1974), neuseeländischer Basketballspieler und -trainer
- Peter Cameron (Entomologe) (1847–1912), britischer Entomologe (Insektenkundler)
- Peter Cameron (Rollstuhltennisspieler), kanadischer Rollstuhltennisspieler
- Peter Cameron (Mathematiker) (* 1947), australischer Mathematiker
- Peter Cameron (Schriftsteller) (* 1959), US-amerikanischer Schriftsteller
- Priscilla Cameron, australische Filmregisseurin und Drehbuchautorin

#### R
- Ralph H. Cameron (1863–1953), US-amerikanischer Politiker
- Robina Thomson Cameron (1892–1971), neuseeländische Krankenschwester, Pflegeinspektor und in England Anwerberin für Pflegeberufe in Neuseeland
- Rod Cameron (1910–1983), kanadischer Schauspieler
- Ronald B. Cameron (1927–2006), US-amerikanischer Politiker
- Rondo Cameron (1925–2001), US-amerikanischer Wirtschaftshistoriker

- Roy Cameron (Mediziner) (1899–1966), australischer Pathologe
- Roy Cameron (Polizeibeamter) (* 1947), Chief Constabler von Schottland
- Roy Cameron (Verwaltungsbeamter) (1923–2006), australischer Diplomat und Verwaltungsbeamter (Leiter des statistischen Amtes)
- Ruth Cameron, US-amerikanische Jazzsängerin und -produzentin

#### S
- Samantha Cameron (* 1971), Gattin des Premierministers des Vereinigten Königreichs
- Scott Cameron († 2015), US-amerikanischer Musikmanager
- Shane Cameron (* 1977), neuseeländischer Boxer
- Simon Cameron (1799–1889), US-amerikanischer Politiker

#### T
- Tatiana Cameron (* 1970), kroatische Sängerin, siehe Tajči
- Tiffany Cameron (* 1991), kanadische Fußballspielerin
- Tracy Cameron (* 1975), kanadische Ruderin

#### V
- Verney Lovett Cameron (1844–1894), britischer Afrikaforscher

#### W
- William E. Cameron (1842–1927), US-amerikanischer Politiker
- William J. Cameron (1878–1955), kanadisch-amerikanischer Journalist, Pressesprecher Henry Fords
- William Cameron (Schauspieler) (* 1955), US-amerikanischer Schauspieler und Dramatiker

### Vorname
- Cameron Alexander (* 1997), kanadischer Skirennläufer
- Cameron Boyce (1999–2019), US-amerikanischer Schauspieler
- Cameron Bright (* 1993), kanadischer Schauspieler
- Cameron Carpenter (* 1981), US-amerikanischer Organist und Komponist
- Cameron Crowe (* 1957), US-amerikanischer Regisseur, Drehbuchautor und Schauspieler
- Cameron Dallas (* 1994), US-amerikanischer Schauspieler und Model
- Cameron Diaz (* 1972), US-amerikanische Schauspielerin
- Cameron Douglas (* 1978), US-amerikanischer Schauspieler
- Cam Gigandet (eigentlich Cameron Gigandet, * 1982), US-amerikanischer Schauspieler
- Cameron Hanley (* 1973), irischer Reitsportler
- Cameron Jamie (* 1969), US-amerikanischer Multimedia- und Performancekünstler
- Cameron Jordan (* 1989), US-amerikanischer American-Football-Spieler
- Cameron Mackintosh (* 1946), britischer Theaterproduzent und Musicalproduzent
- Cameron Mitchell (1918–1994), US-amerikanischer Schauspieler
- Cameron Monaghan (* 1993), US-amerikanischer Schauspieler
- Cameron A. Morrison (1869–1953), US-amerikanischer Politiker
- Clair Cameron Patterson (1922–1995), US-amerikanischer Geochemiker
- Cameron Richardson (* 1979), US-amerikanische Schauspielerin und Model
- Cameron Russell (* 1987), US-amerikanisches Model

## Belege
1. ↑  Last Name Meaning and Origin of Cameron. In: Dictionary of American Family Names. Oxford University Press, as shown on Ancestry.com, archiviert vom Original am 10. Mai 2007; abgerufen am 12. Mai 2007 (englisch).  Info: Der Archivlink wurde automatisch eingesetzt und noch nicht geprüft. Bitte prüfe Original- und Archivlink gemäß Anleitung und entferne dann diesen Hinweis.
2. ↑  Behind the Name: View Name: Cameron. Behind the Name, abgerufen am 12. Mai 2007 (englisch).
3. ↑  The "Basics" of Clan Cameron. Abgerufen am 12. Mai 2007 (englisch).